# The Pontiac
A The Pontiac egy 2017-ben alakult, budapesti, dallamos rockzenét játszó együttes. Dalszövegeiket 2020-ig angol nyelven írták, onnantól kezdve ugyanis kizárólag magyar nyelvű szerzeményekkel jelentkeznek.

## Története
A zenekar 2017 márciusában alakult Budapesten a Kőbányai Zenei Stúdióban. Az autentikus amerikai életérzéssel átitatott blues-rock alapokra építő csapat két alapító tagja, Kiss Péter és Nagy Barnabás kezdett el először együtt dolgozni, ötletelni. Játszottak már duóban valamennyi fővárosi klubban különböző bluesokat, és a közös zenélések nyomán megszülettek az első saját dalok. Nem sokkal később már teljes formációval próbáltak és kezdetektől fogva koncerteznek folyamatosan.
Első koncertjüket 2017. április 12-én tartották Budapesten az Ellátó házban, az év októberében jelent meg Morning Rain című első középlemezük.
2018 elején megjelent a zenekar első klipje a Chances című számhoz. 2018-ban részt vettek a szarvasi Dobbantó és a balatonboglári Légrádi Antal Tehetségkutatókon, melyek döntőit meg is nyerték. Szintén a nyertesek között szerepelnek az NKA Hangfoglaló Induló Előadókat támogató pályázatán is.
2019 májusában jelent meg a zenekar első nagylemeze Are You Ready Now? címmel. 2019 őszén megjelentették a nyári élményekből táplálkozó klípjüket a Tyler című számhoz, az év decemberben pedig a Bob Dylan féle All Along The Watchtower című klasszikust gondolták újra.
2020 nyarán a Covid19-pandémia okán a zenekar egy 4 dalos közönség nélküli felvételt jelentetett meg, benne három sosem hallott új dallal. 2020 októberében debütált első magyar nyelvű daluk, Csak Egyetlen Lámpa Ég címmel. A számot decemberben egy kétdalos kislemez, a Szél/Lebegés követte, de az anyanyelvi dalok közül egyértelműen a 2021 áprilisában megjelent Az lenne csak szép jelentette az áttörést, leginkább a videómegosztó oldalon mért népszerűséget mérve. A dalt hamarosan a Petőfi Rádió is játszani kezdte, további elismerést hozva ezzel az együttesnek. A fesztivál fellépések mellett turnéztak a Blahalouisiana és a Margaret Island előzenekaraként is.
2021. október 28-án megjelent első, magyar nyelvű nagylemezük Jöhet velünk bárki címmel, melyet 2021. november 5-én mutattak be Budapesten az Instant-Fogas komplexumban.
2022 elején a zenekar frontemberét, Nagy Barnabást Petőfi Zenei Díjra jelölték, az év férfi előadója kategóriában. 2022-ben részt vettek a Yettel Stage tehetséggondozó programjában, melynek része, a 2022 szeptemberében közzétett Csak a csend van című szám, melyhez klip is készült. A dal több hétig szerepelt a Petőfi Rádió legjobb 30 dalt tartalmazó slágerlistáján, ahol a negyedik helyig jutott. Szintén a Yettel Stage projekt keretében léptek fel a Szabadság téri nagykoncerten a következő magyar előadókkal együtt: KACAJ, Majka, Margaret Island, Perrin és Punnany Massif.
2023. április 27-én a Budapest Park nyitónapján az Aurevoir. vendégzenekaraként léptek fel. 2023. június 16-án jelent meg a 8 dalt tartalmazó Otthonról kapott apró dolgaim stúdióalbum, melynek bemutatójára 2023. június 29-én került sor az A38 Hajón. Az album 2024-ben a Fonogram – Magyar Zenei Díj gálán az év hazai klasszikus pop-rock albuma vagy hangfelvétele kategória jelöltje lett.
2025 júniusában a zenekar Facebook-oldalán jelentette be, hogy az új, negyedik stúdióalbumuk hamarosan elkészül, amelynek lemezbemutatóját október 4-én az Akvárium Klubban tartják.

## Tagok

### Jelenlegi felállás
- Nagy Barnabás – ének, ritmusgitár
- Kiss Péter – szólógitár
- Zelenai Bálint – basszusgitár
- Süli Tamás – dobok

### Korábbi tagok
- Zákányi Benedek – basszusgitár (2017–2023)[15]

## Diszkográfia

### Stúdióalbumok
| Év   | Album                         |
| ---- | ----------------------------- |
| 2019 | Are You Ready Now?            |
| 2021 | Jöhet velünk bárki            |
| 2023 | Otthonról kapott apró dolgaim |

### Középlemezek
| Év   | Album        |
| ---- | ------------ |
| 2017 | Morning Rain |

### Kislemezek
| Év   | Dal                                              | Album                         |
| ---- | ------------------------------------------------ | ----------------------------- |
| 2019 | Who                                              | Are You Ready Now?            |
| 2019 | All Along The Watchtower (Bob Dylan-feldolgozás) | –                             |
| 2020 | Csak egyetlen lámpa ég                           | Jöhet velünk bárki            |
| 2020 | Szél/Lebegés                                     | Jöhet velünk bárki            |
| 2021 | Az lenne csak szép                               | Jöhet velünk bárki            |
| 2021 | Éjszaka                                          | Jöhet velünk bárki            |
| 2021 | Egy napra                                        | Jöhet velünk bárki            |
| 2021 | Hagylak                                          | Jöhet velünk bárki            |
| 2022 | Csak a csend van                                 | Otthonról kapott apró dolgaim |
| 2023 | Ébredek (ft. KACAJ)                              | –                             |
| 2023 | Ha menni kell                                    | Otthonról kapott apró dolgaim |
| 2023 | Ablakomból                                       | Otthonról kapott apró dolgaim |
| 2025 | Dobogj, szív                                     | –                             |

### Videoklipek
| #  | Év   | Dal                    | Stúdióalbum                   | Rendező            |
| -- | ---- | ---------------------- | ----------------------------- | ------------------ |
| 1  | 2018 | Chances                | Morning Rain (EP)             | ?                  |
| 2  | 2019 | Who                    | Are You Ready Now?            | ?                  |
| 3  | 2019 | Tyler                  | Are You Ready Now?            | ?                  |
| 4  | 2021 | Az lenne csak szép     | Jöhet velünk bárki            | ?                  |
| 5  | 2021 | Éjszaka                | Jöhet velünk bárki            | Bátori Gábor 'Jim' |
| 6  | 2021 | Egy napra              | Jöhet velünk bárki            | ?                  |
| 7  | 2021 | Hagylak                | Jöhet velünk bárki            | ?                  |
| 8  | 2022 | Csak a csend van       | Otthonról kapott apró dolgaim | Foltin             |
| 9  | 2023 | Ébredek (ft. KACAJ)    | –                             | Győrik Ági         |
| 10 | 2023 | Ha menni kell          | Otthonról kapott apró dolgaim | ?                  |
| 11 | 2023 | Ablakomból             | Otthonról kapott apró dolgaim | ?                  |
| 12 | 2023 | Az utolsó szomorú szám | Otthonról kapott apró dolgaim | ?                  |
| 13 | 2025 | Dobogj, szív           | –                             | ?                  |

## Díjak és elismerések
| Év   | Díj                                                    | Munka                         | Eredmény |
| ---- | ------------------------------------------------------ | ----------------------------- | -------- |
| 2018 | Légrádi Antal Tehetségkutató Rockfesztivál, döntő      | The Pontiac                   | Elnyerte |
| 2018 | Dobbantó – Zenei Tehetségkutató Fesztivál, döntő       | The Pontiac                   | Elnyerte |
| 2018 | NKA Hangfoglaló Könnyűzene Támogató Program            | The Pontiac                   | Elnyerte |
| 2022 | Petőfi Zenei Díj, az év férfi előadója                 | Nagy Barnabás                 | Jelölve  |
| 2022 | Petőfi Chart                                           | Csak a csend van              | #4       |
| 2024 | Fonogram díj az év hazai klasszikus pop-rock albumáért | Otthonról kapott apró dolgaim | Jelölve  |

## Zenei hatás
- Audioslave
- Bruce Springsteen
- Dave Matthews Band
- Dire Straits
- Fleetwood Mac
- Foo Fighters
- Jason Isbell
- John Mayer
- Pearl Jam
- Quimby